# Ruda de ca

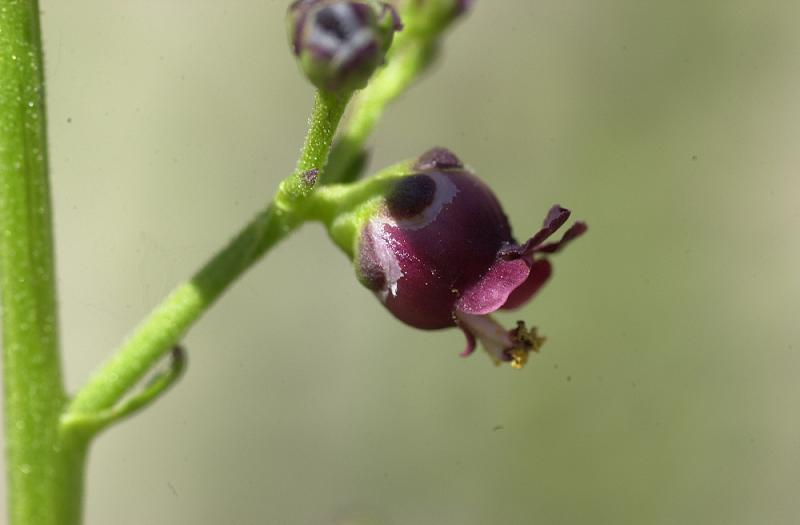
Una flor

La ruda de ca (Scrophularia canina) és una espècie de planta amb flors del gènere Scrophularia dins la família de les escrofulariàcies (Scrophulariaceae). És una planta nativa de l'Europa mediterrània, parts d'Europa central, el nord d'Àfrica i part de Turquia, manca a Xipre i al llevant mediterrani.
A les Illes Balears, es troba la subespècie Scrophularia canina subsp. ramosissima, el camot, que viu als arenals costaners de Menorca, i la subespècie canina, que es troba a llocs pedregosos de la costa i la muntanya de Mallorca.
Addicionalment pot rebre els noms d'escrofulària de ca, escrofulària de gos, herba de les escròfules, herba pudent, ruda de gos i setge. També s'han recollit les variants lingüístiques herba de les escrofules, herba pudenta i setja.

## Descripció
És una planta perenne de mida petita o mitjana, amb moltes branques que semblen partir de la base de la planta, les fulles inferiors són pinnades i es disposen de manera oposades, les superiors acostumen a ser entre el·líptiques i oblongues, dentades o no. Les flors són nombroses i petites, de 4 a 5 mm de llargària, són de color violeta amb algunes zones blanques, i tenen forma tubular amb dos llavis, essent el superior força més gran. Floreix d'abril a setembre. El seu nom es deu al fet que era utilitzada per a curar la sarna dels cans.

## Taxonomia
Aquesta espècie va ser publicada per primer cop l'any 1753 al segon volum de l'obra Species Plantarum del botànic suec Carl von Linné (1707-1778).

### Subespècies
Dins d'aquesta espècie es reconeixen les set subespècies següents :
- Scrophularia canina subsp. bicolor (Sm.) Greuter
- Scrophularia canina subsp. canina
- Scrophularia canina subsp. crithmifolia (Boiss.) O.Bolòs & Vigo
- Scrophularia canina subsp. hoppei (W.D.J.Koch) P.Fourn.
- Scrophularia canina subsp. pinnatifida (Brot.) J.-M.Tison
- Scrophularia canina subsp. ramosissima (Loisel.) Bonnier & Layens — camot
- Scrophularia canina subsp. tristis (K.Malý) V.Nikolić